# Miskolc emlékművei
Miskolcon számos emlékmű található. Az itt szerepeltetett emlékművek között találhatók olyanok, amelyek Miskolc szobrai között is szerepelnek, így ezekben az esetekben szükségszerű átfedés van. Nem szerepelnek viszont ezen az oldalon az emléktáblák.

## Emlékművek

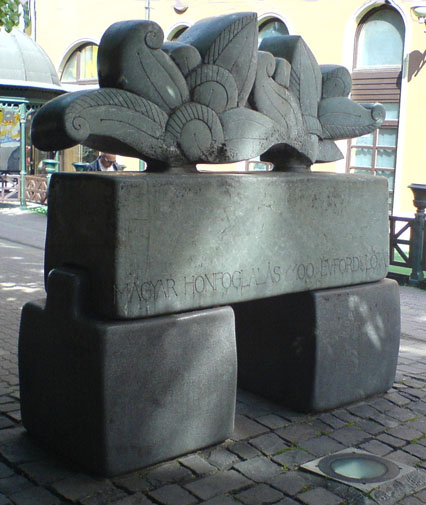

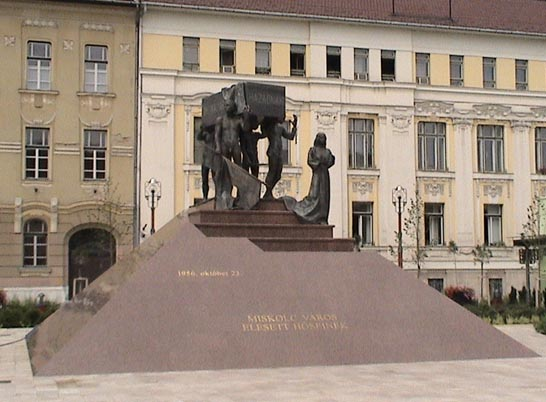

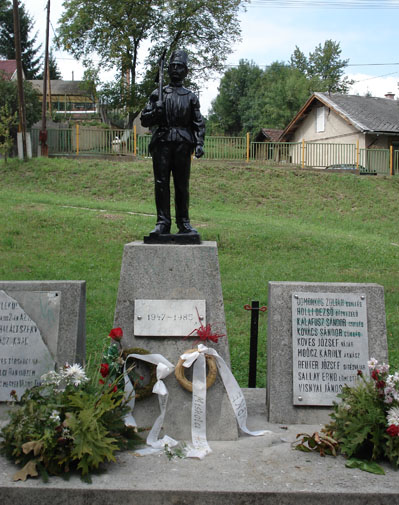

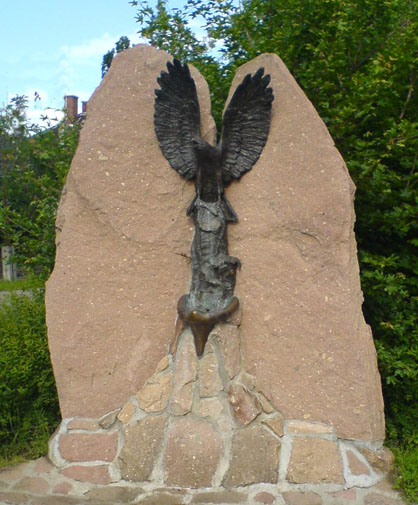

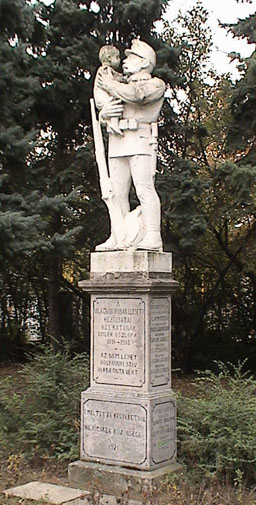

| | Varga Éva: Millecentenáriumi emlékmű Az alkotást 1996-ban avatták, a honfoglalás 1100. évfordulója emlékére. A Kossuth utca Széchenyi utca felőli végén áll. | Varga Éva: Millecentenáriumi emlékmű Az alkotást 1996-ban avatták, a honfoglalás 1100. évfordulója emlékére. A Kossuth utca Széchenyi utca felőli végén áll.                                                                             | | Szanyi Péter: Miskolc város elesett hősei Az emlékmű a Hősök terén áll. | Szanyi Péter: Miskolc város elesett hősei Az emlékmű a Hősök terén áll. |

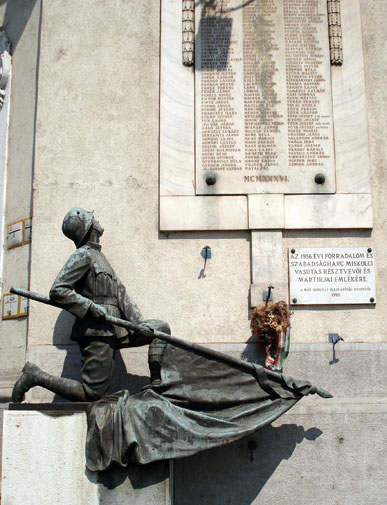

| Aszalay Gyula: Vasutas hősök emlékműve Az emlékmű a Mindszent téren, a MÁV Központ épülete sarkánál áll. A tábla felirata: Felirat: „A M. Kir. Államvasutak miskolci üzletvezetősége hősi halottainak emlékére, 1914-1918”. Alatta pedig a nevek… Az emléktábla alatt egy 56-os megemlékezést is elhelyeztek: „Az 1956. évi forradalom és szabadságharc miskolci vasutas résztvevői és mártírjai emlékére”. | Aszalay Gyula: Vasutas hősök emlékműve Az emlékmű a Mindszent téren, a MÁV Központ épülete sarkánál áll. A tábla felirata: Felirat: „A M. Kir. Államvasutak miskolci üzletvezetősége hősi halottainak emlékére, 1914-1918”. Alatta pedig a nevek… Az emléktábla alatt egy 56-os megemlékezést is elhelyeztek: „Az 1956. évi forradalom és szabadságharc miskolci vasutas résztvevői és mártírjai emlékére”. | | Somogyi József: Felszabadulási emlékmű A szobor jelenleg a Vörösmarty lakótelep parkjában áll. Eredetileg 1976-ban állították fel a Hősök terén, majd a rendszerváltás után helyezték át mostani helyére. | Somogyi József: Felszabadulási emlékmű A szobor jelenleg a Vörösmarty lakótelep parkjában áll. Eredetileg 1976-ban állították fel a Hősök terén, majd a rendszerváltás után helyezték át mostani helyére.                                                                                                 | |

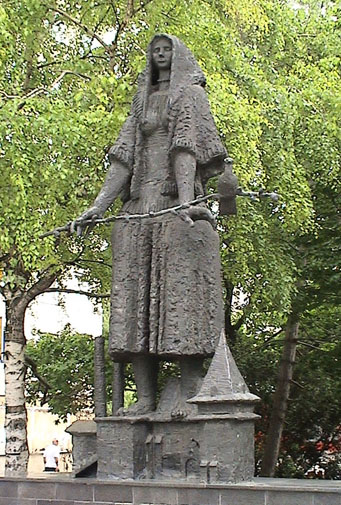

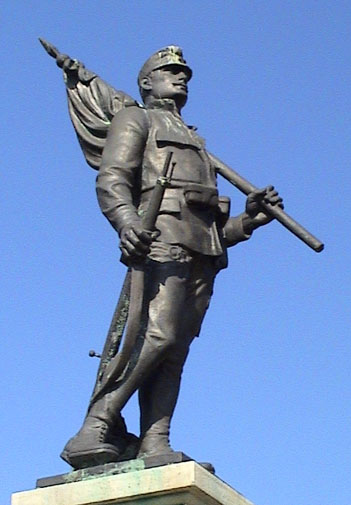

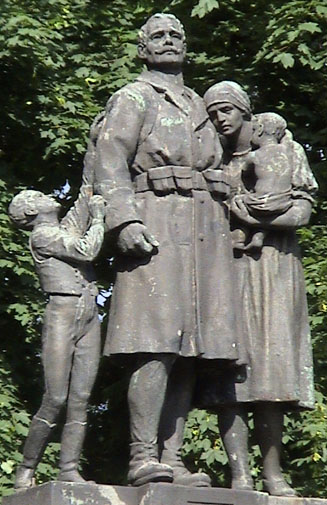

| | Vass Viktor: Tízes honvéd emlékmű A szobor a Tízes honvéd utcán, a Herman Ottó Gimnázium tornaterme mellett látható. A talapzat felirata: „A hősi halált halt Tizes-honvédek emlékére”. | Vass Viktor: Tízes honvéd emlékmű A szobor a Tízes honvéd utcán, a Herman Ottó Gimnázium tornaterme mellett látható. A talapzat felirata: „A hősi halált halt Tizes-honvédek emlékére”.                                                  | | Gabai Sándor: Diósgyőr hősi halottjainak emlékműve Diósgyőrben, a Táncsics téren áll. A szobor felirata: „Diósgyőr község hazáért halt hős fiainak 1914–1918”. Egy kiegészítő táblán: „Szétrombolta a második világháború, helyreállították a diósgyőri MÁVAG dolgozói, 1948. Szabó László, Holló Antal”. | Gabai Sándor: Diósgyőr hősi halottjainak emlékműve Diósgyőrben, a Táncsics téren áll. A szobor felirata: „Diósgyőr község hazáért halt hős fiainak 1914–1918”. Egy kiegészítő táblán: „Szétrombolta a második világháború, helyreállították a diósgyőri MÁVAG dolgozói, 1948. Szabó László, Holló Antal”. |
| Markup Béla: Bányász Markup Béla szobrának másolata Perecesen áll, és az emlékmű egy 1947-es bányaszerencsétlenségre emlékeztet. | Markup Béla: Bányász Markup Béla szobrának másolata Perecesen áll, és az emlékmű egy 1947-es bányaszerencsétlenségre emlékeztet. | | Lengyel Tibor: Emlékmű A kő-bronz kompozíció a Martinkertvárosban áll. | Lengyel Tibor: Emlékmű A kő-bronz kompozíció a Martinkertvárosban áll. | |

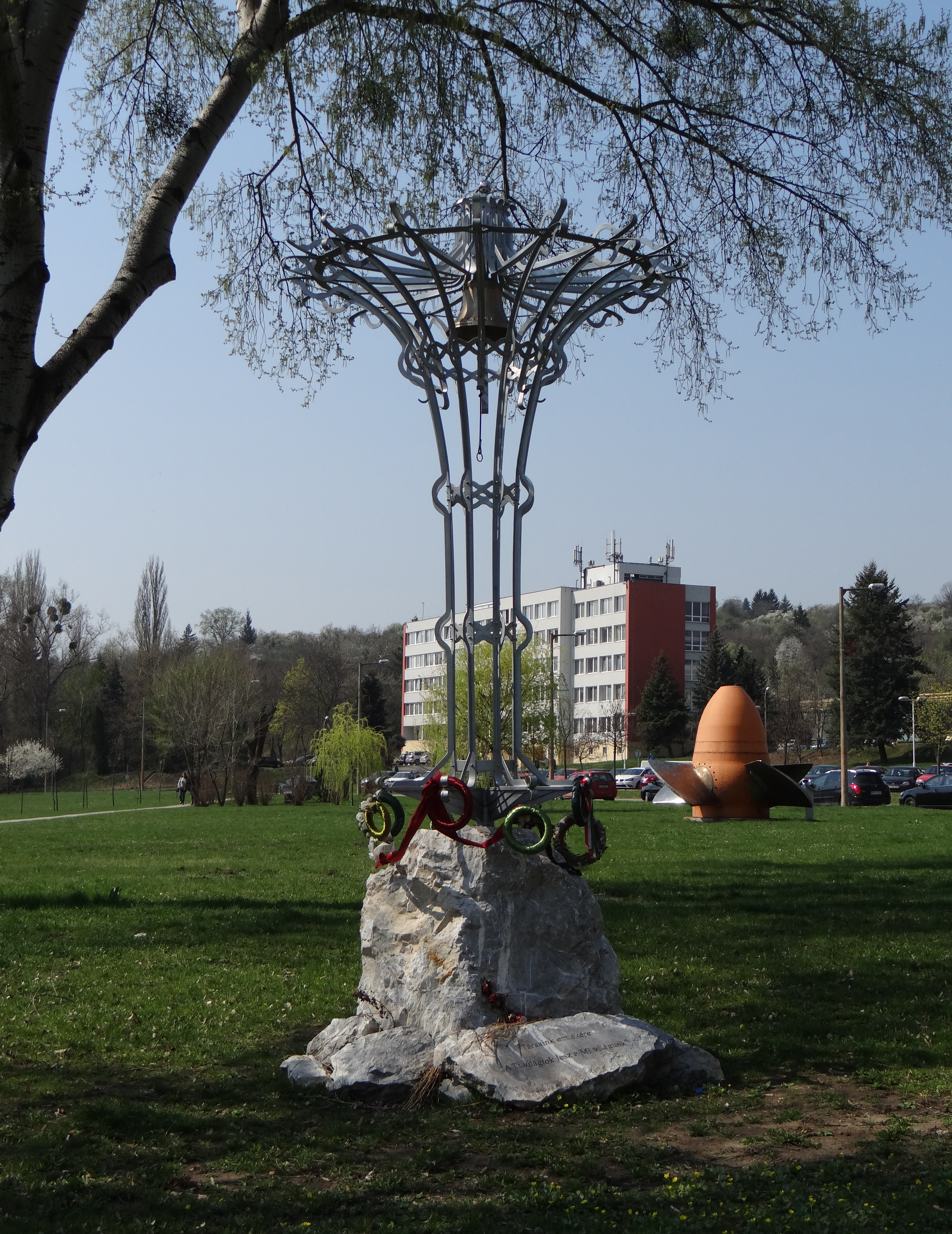

| | I. világháborús emlékmű Az emlékmű Hejőcsabán áll. Felirata: „A világháborúban elesett hejőcsabai hős katonák emlék oszlopa, 1914–1918. Az nem lehet, hogy annyi szív hiába onta vért. Emeltette kegyeletből Hejőcsaba közönsége, 1921”. | I. világháborús emlékmű Az emlékmű Hejőcsabán áll. Felirata: „A világháborúban elesett hejőcsabai hős katonák emlék oszlopa, 1914–1918. Az nem lehet, hogy annyi szív hiába onta vért. Emeltette kegyeletből Hejőcsaba közönsége, 1921”. | | Litwin József, Gombos Miklós: Lélekharang Az emléket 2016-ban avatták a Miskolci Egyetem parkjában. Felirat: Társaink emlékére. „A Ti világotok lesz a Mi világunk.” | Litwin József, Gombos Miklós: Lélekharang Az emléket 2016-ban avatták a Miskolci Egyetem parkjában. Felirat: Társaink emlékére. „A Ti világotok lesz a Mi világunk.” |

## Emlékoszlopok

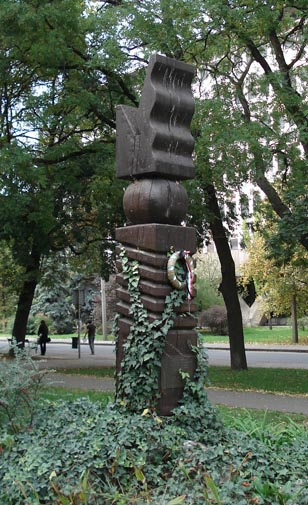

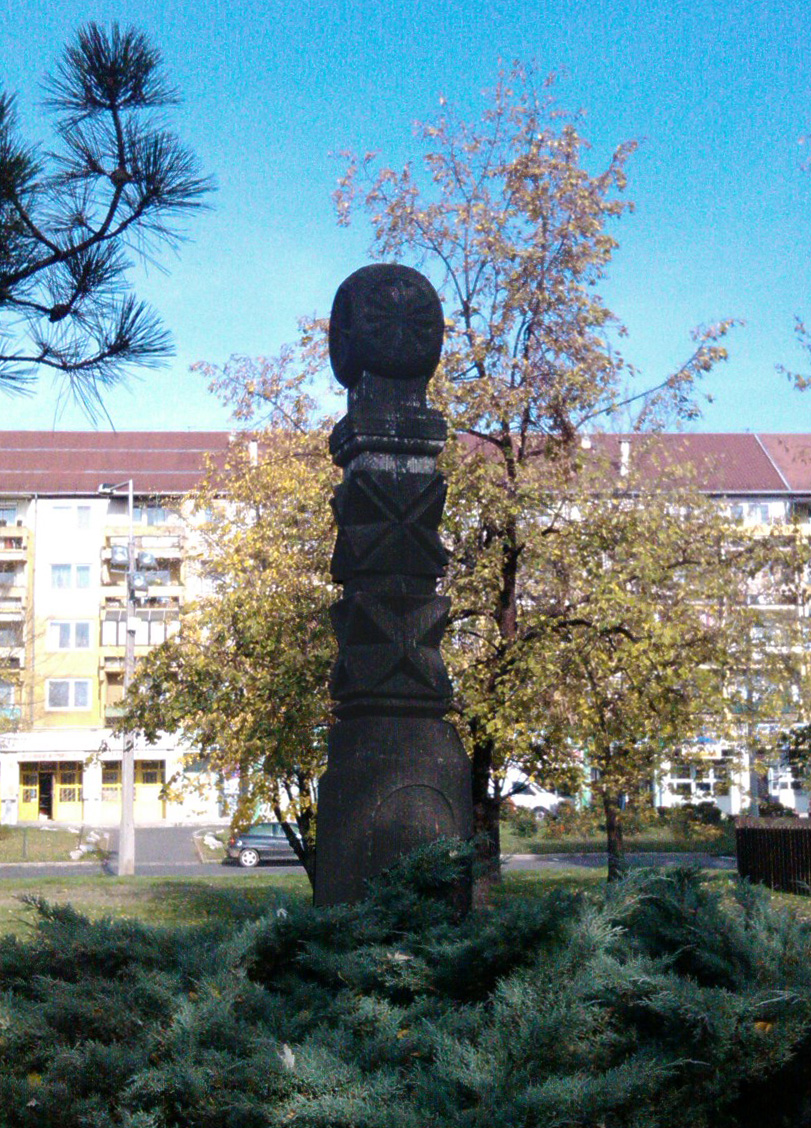

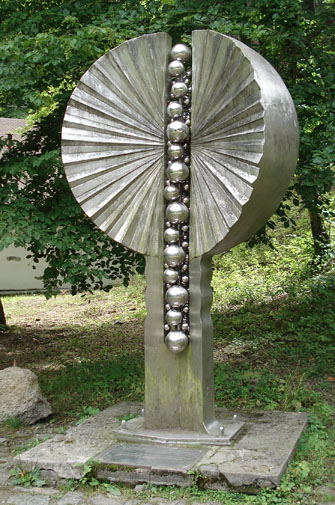

| | II. világháborús emlékoszlop A fából készült oszlop a Szemere-kertben áll. Az oszlop lábánál elhelyezett acéllapon a következő felirat olvasható: „A második világháborúban elesett miskolci hősök emlékére./Doni Bajtársak Köre miskolci csoportja, 1991.” | II. világháborús emlékoszlop A fából készült oszlop a Szemere-kertben áll. Az oszlop lábánál elhelyezett acéllapon a következő felirat olvasható: „A második világháborúban elesett miskolci hősök emlékére./Doni Bajtársak Köre miskolci csoportja, 1991.” | | Emlékoszlop az 1944. évi bombázás áldozatainak emlékére. A kopjafa a Búza téri székesegyház nyugati oldalánál áll. | Emlékoszlop az 1944. évi bombázás áldozatainak emlékére. A kopjafa a Búza téri székesegyház nyugati oldalánál áll. |
| Máger Ágnes: Romek Strzałkowski emlékoszlop Az emlékmű a Szentpéteri kapuban, a toronyház melletti téren áll. Kőfaragó mestere Gyöngyösi László. | Máger Ágnes: Romek Strzałkowski emlékoszlop Az emlékmű a Szentpéteri kapuban, a toronyház melletti téren áll. Kőfaragó mestere Gyöngyösi László. | | Úttörő-oszlop Az oszlopot 1998-ban állították fel a Népkertben. A törzsébe faragott szöveg: „Az Úttörőszövetség meglalkulása 35. évfordulójára / Miskolc város kisdobosai és úttörői / 98. június 2-án.” | Úttörő-oszlop Az oszlopot 1998-ban állították fel a Népkertben. A törzsébe faragott szöveg: „Az Úttörőszövetség meglalkulása 35. évfordulójára / Miskolc város kisdobosai és úttörői / 98. június 2-án.” | |

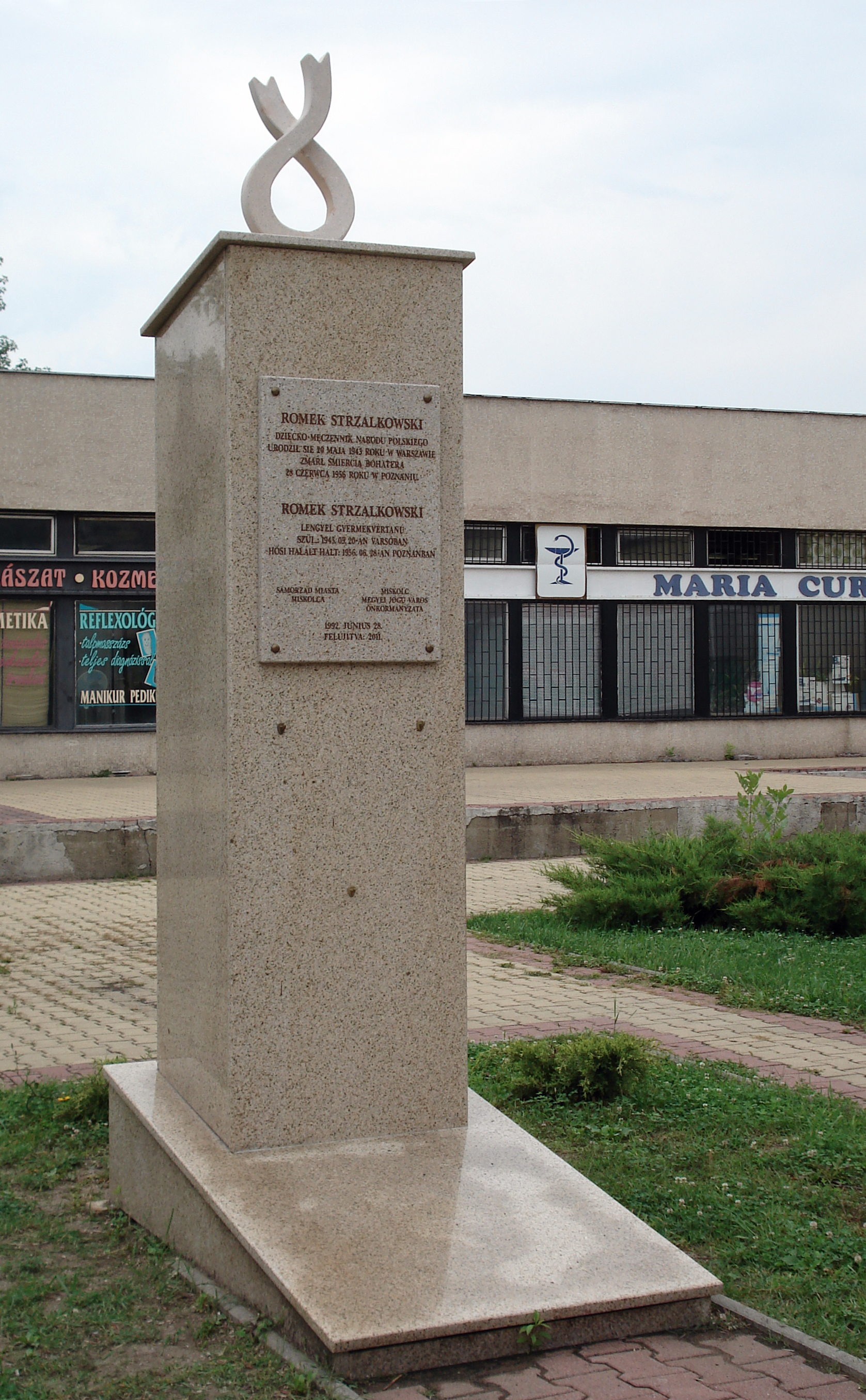

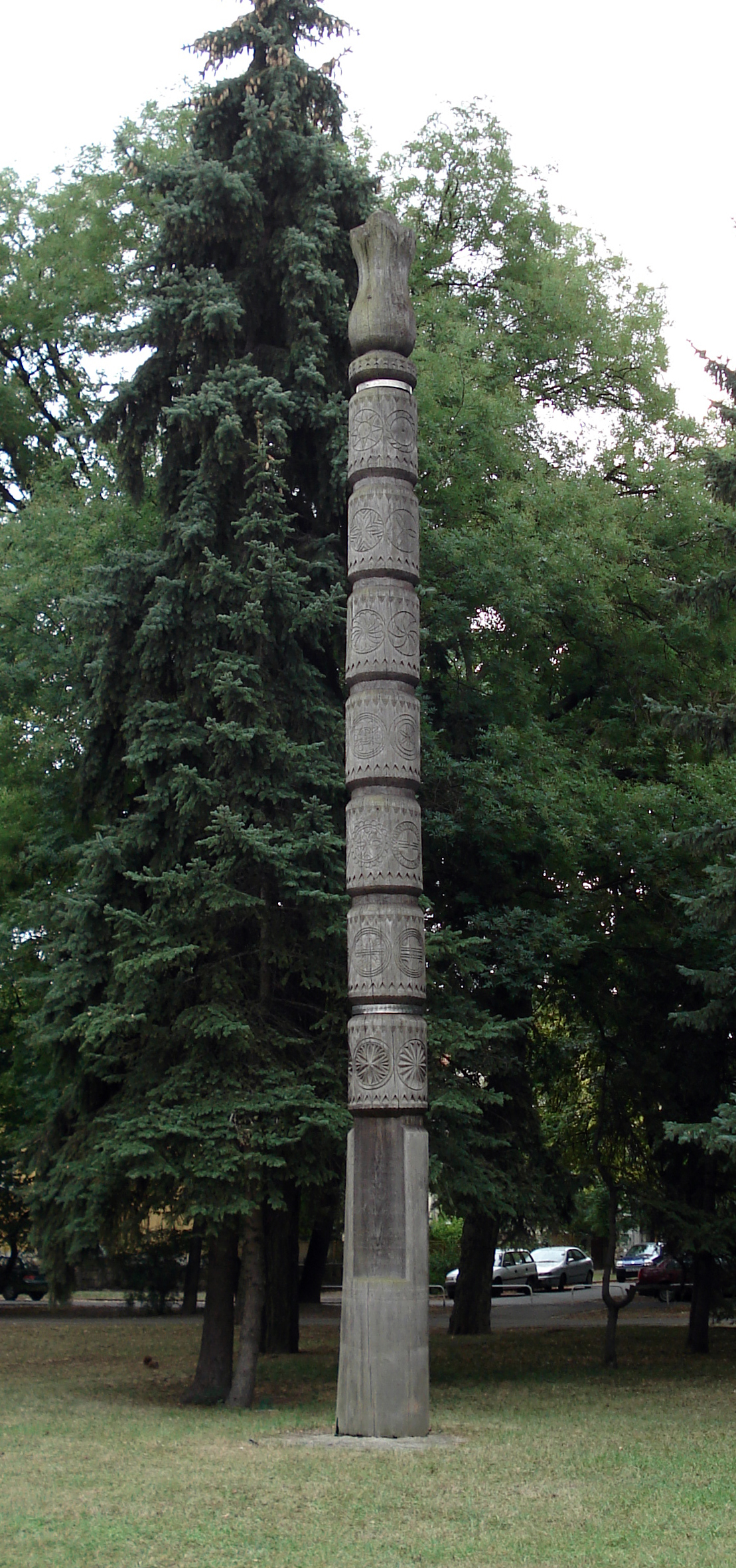

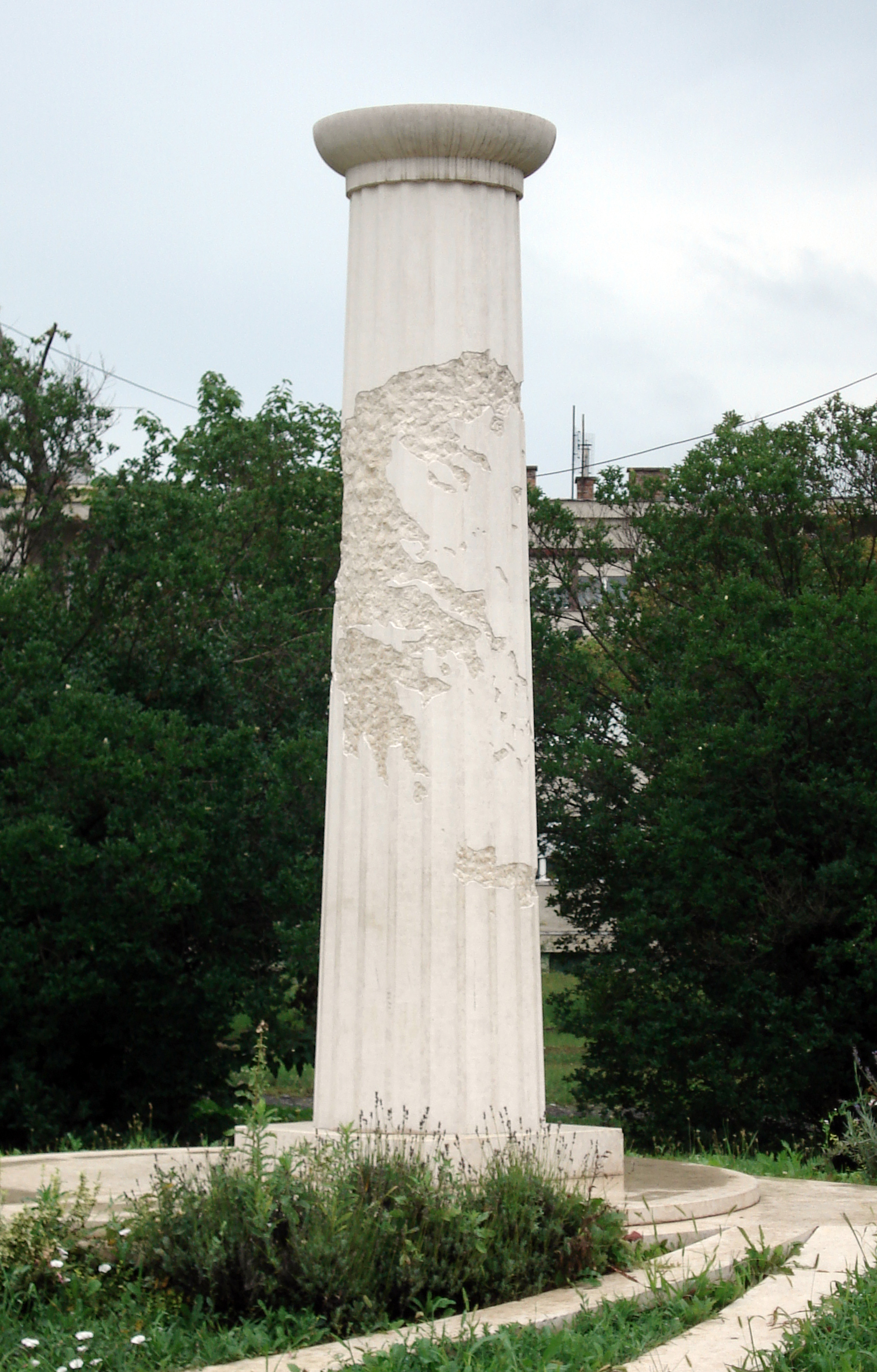

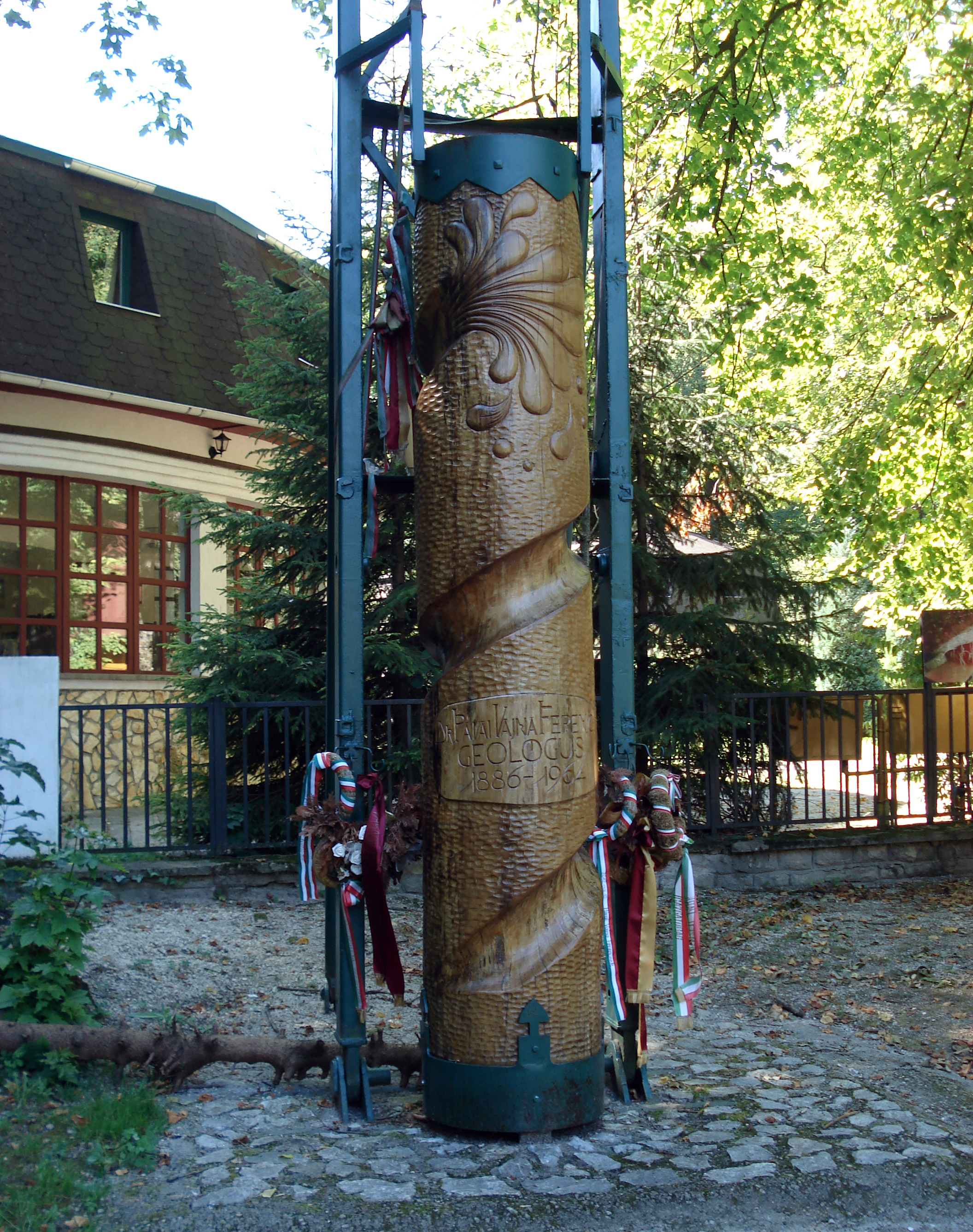

| | Szabó Virág, Fáskerti István: Dór oszlop A klasszikus dór oszlopot idéző emlékművet 2008-ban állították fel, tervezője Szabó Virág, kivitelezője Fáskerti István kőfaragó volt. Az oszlop oldalán lévő töredezett foltbanGörögország térképére lehet ráismerni. Az emlékmű talpazatán spirálvonalban a következő szöveg olvasható: „Hála Magyarország és Miskolc népének! A polgárháború idején 1948–1949-ben menekült görögök ezen a földön leltek új hazára.” | Szabó Virág, Fáskerti István: Dór oszlop A klasszikus dór oszlopot idéző emlékművet 2008-ban állították fel, tervezője Szabó Virág, kivitelezője Fáskerti István kőfaragó volt. Az oszlop oldalán lévő töredezett foltbanGörögország térképére lehet ráismerni. Az emlékmű talpazatán spirálvonalban a következő szöveg olvasható: „Hála Magyarország és Miskolc népének! A polgárháború idején 1948–1949-ben menekült görögök ezen a földön leltek új hazára.” | | Rudolf Mihály, Szondy Sándor: Pávai-Vajna Ferenc emlékoszlop Az emlékmű a lillafüredi autóparkolóban található. A fúróállványba foglalt tervet Rudolf Mihály, a famunkát Szondy Sándor készítette. Pávai-Vajna Ferenc az 1920-as évek végén kutatott a környéken termálvíz után, hogy a Palotaszálló szolgáltatásait bővíthesse. | Rudolf Mihály, Szondy Sándor: Pávai-Vajna Ferenc emlékoszlop Az emlékmű a lillafüredi autóparkolóban található. A fúróállványba foglalt tervet Rudolf Mihály, a famunkát Szondy Sándor készítette. Pávai-Vajna Ferenc az 1920-as évek végén kutatott a környéken termálvíz után, hogy a Palotaszálló szolgáltatásait bővíthesse. |

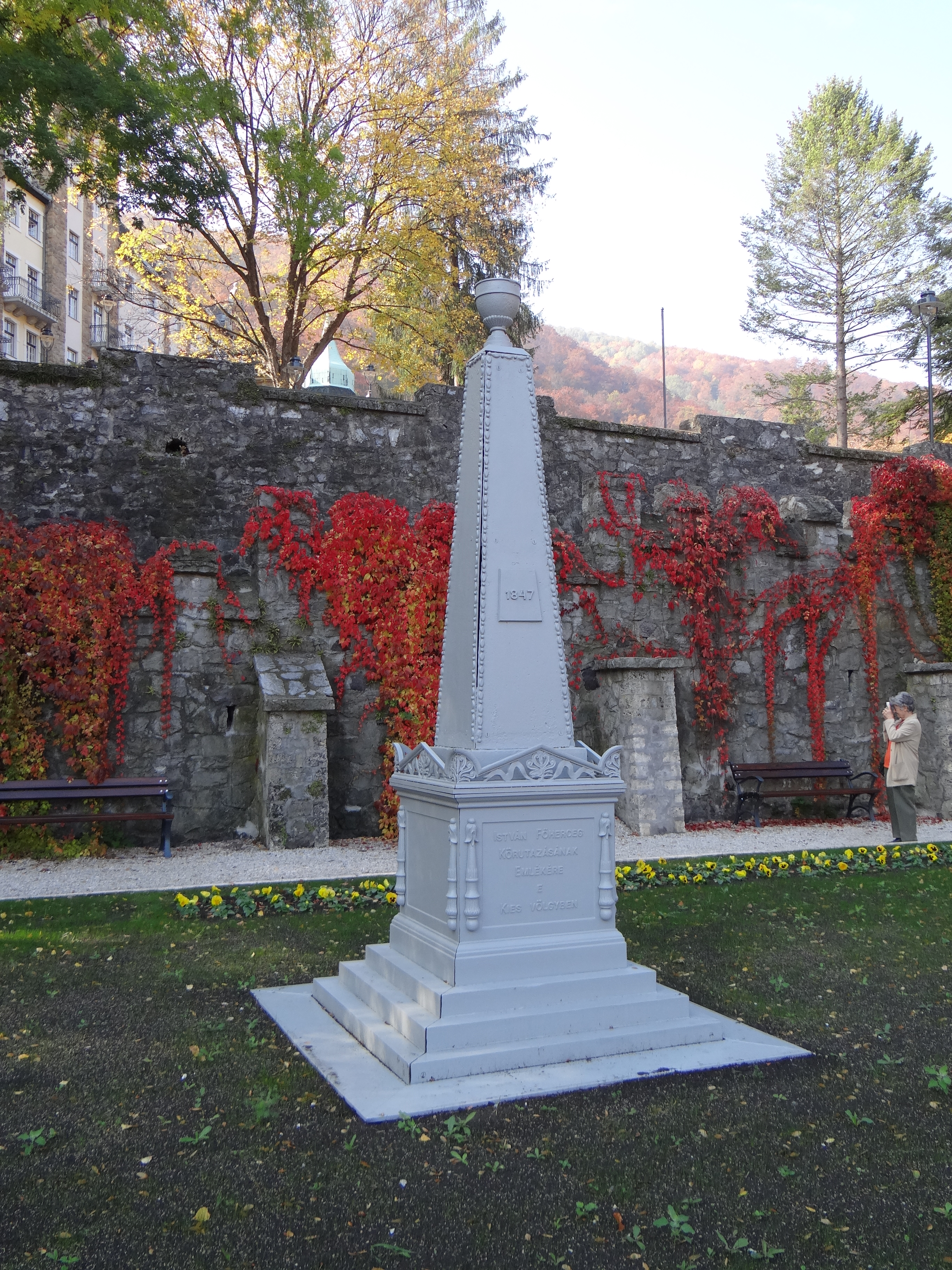

| István főherceg emlékoszlopa A lillafüredi Palotaszálló alatti függőkertben található. | István főherceg emlékoszlopa A lillafüredi Palotaszálló alatti függőkertben található. | | Fazola Frigyes emlékoszlop Az oszlopot 2006-ban állították Felső-Hámorban, aKohászati Múzeum mellett. Szövege: „Fazola Frigyes, 1774–1849. A Diósgyőr-Hámori Vasgyár fejlesztője, bányakutató.”          | Fazola Frigyes emlékoszlop Az oszlopot 2006-ban állították Felső-Hámorban, aKohászati Múzeum mellett. Szövege: „Fazola Frigyes, 1774–1849. A Diósgyőr-Hámori Vasgyár fejlesztője, bányakutató.” | |

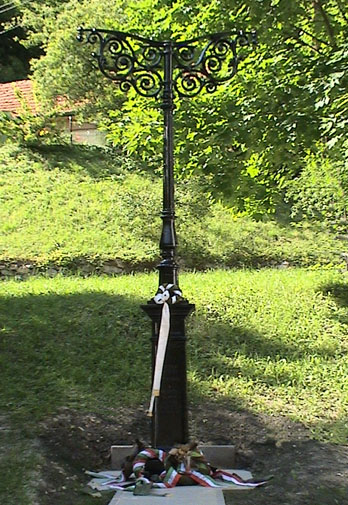

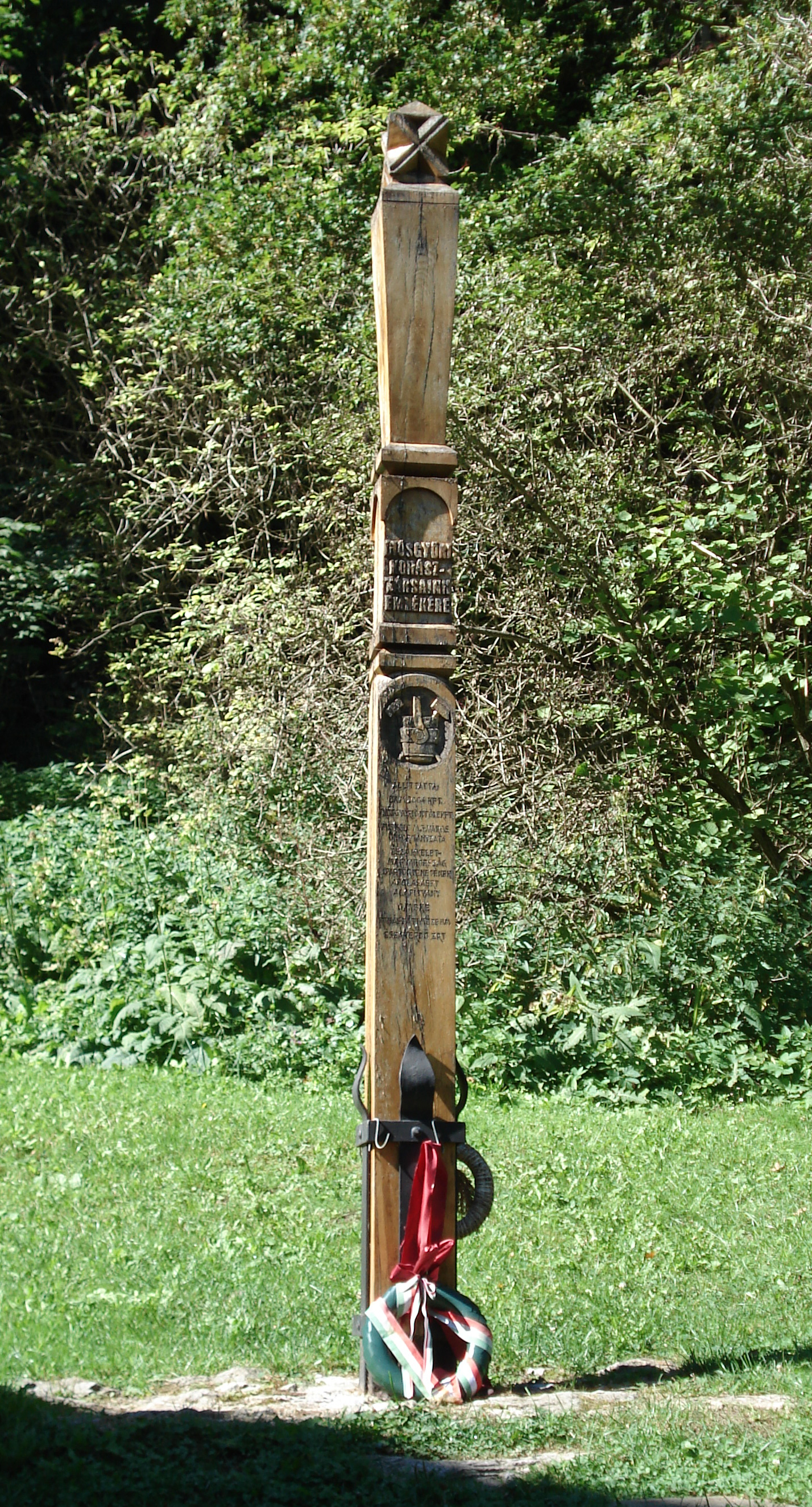

| | Kohászok emlékoszlopa A fából faragott oszlop Újmassán, a Massa Múzeum épülete és az Őskohó mellett áll. | Kohászok emlékoszlopa A fából faragott oszlop Újmassán, a Massa Múzeum épülete és az Őskohó mellett áll. | | Vaskohászati emlékmű A rozsdamentes acélból készült alkotás Újmassán, az Őskohó mellett áll. Felirata magyar nyelven: „A csehszlovák és a magyar vaskohászok évszázados együttműködésének emlékére, 1988”. | Vaskohászati emlékmű A rozsdamentes acélból készült alkotás Újmassán, az Őskohó mellett áll. Felirata magyar nyelven: „A csehszlovák és a magyar vaskohászok évszázados együttműködésének emlékére, 1988”. |
| Kanizsai László: OMBKE emlékoszlop Az Országos Magyar Bányászati és Kohászati Egyesület tiszteletére 1992-ben emelték az emlékoszlopot a Központi Könyvtár mellett parkban. Az ősi hagyomány szerint állított kőoszlop napóraként is funkcionál. Felirat a lábazaton: „Társaink emlékére, 1892–1992, OMBKE”. | Kanizsai László: OMBKE emlékoszlop Az Országos Magyar Bányászati és Kohászati Egyesület tiszteletére 1992-ben emelték az emlékoszlopot a Központi Könyvtár mellett parkban. Az ősi hagyomány szerint állított kőoszlop napóraként is funkcionál. Felirat a lábazaton: „Társaink emlékére, 1892–1992, OMBKE”. | | Rotary Club-oszlop Miskolctapolca | Rotary Club-oszlop Miskolctapolca | |

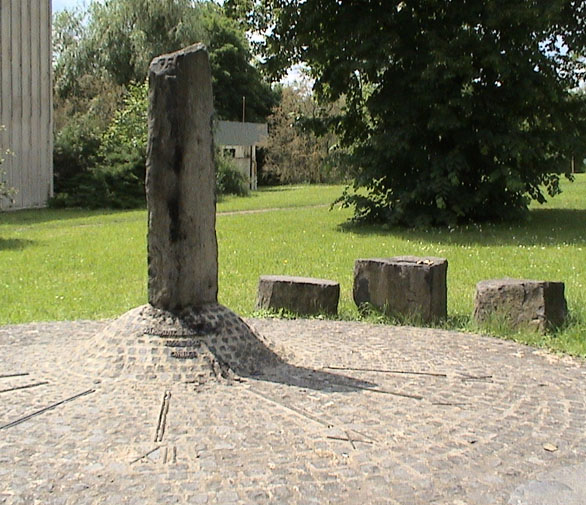

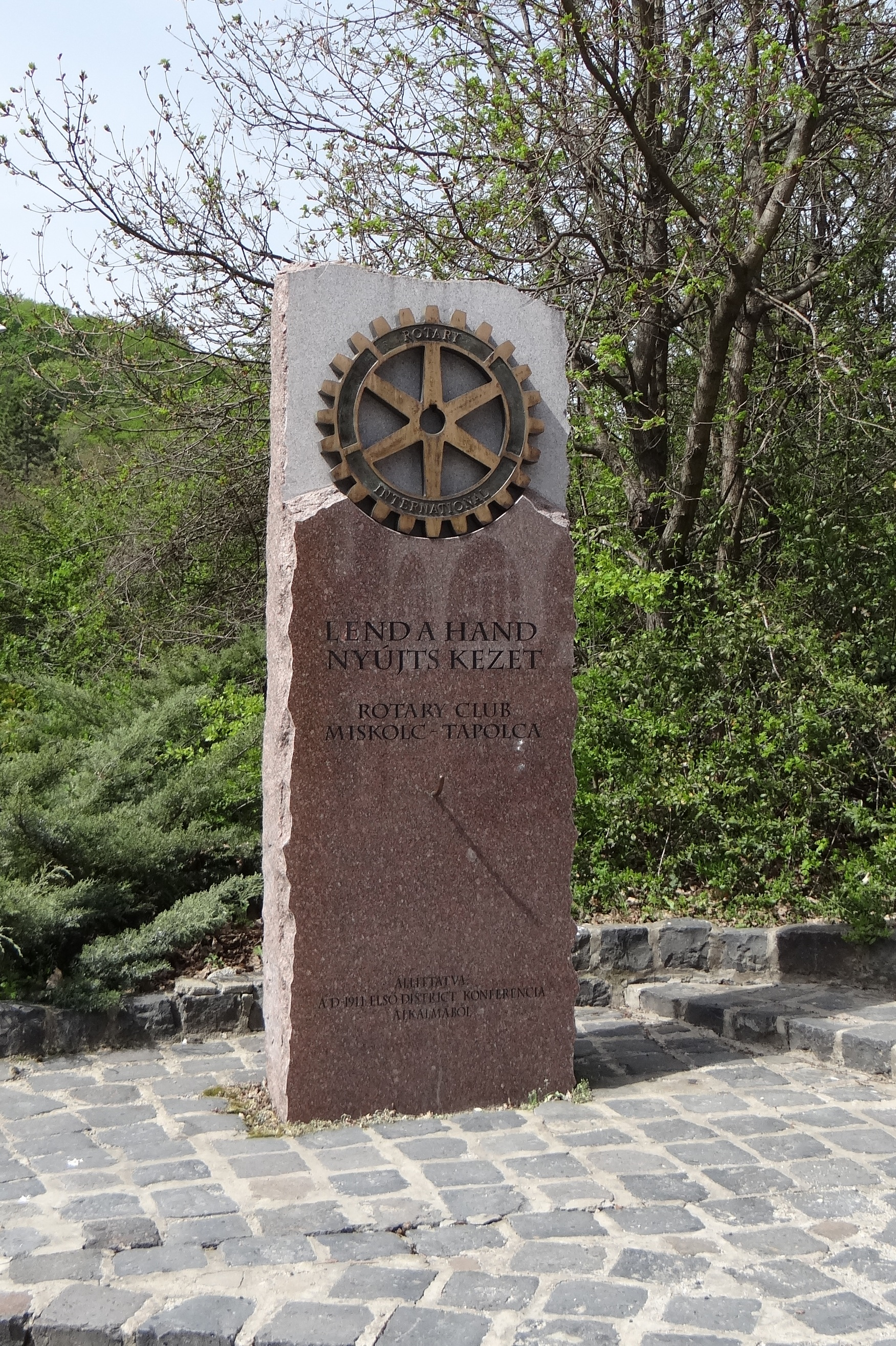